# Milivoje Novaković
Milivoje Novaković (sinh ngày 18 tháng 5 năm 1979) là một cầu thủ bóng đá người Slovenia.

## Đội tuyển bóng đá quốc gia
Milivoje Novaković thi đấu cho đội tuyển bóng đá quốc gia Slovenia từ năm 2006 đến năm 2017.

## Thống kê sự nghiệp
| Đội tuyển bóng đá Slovenia | Đội tuyển bóng đá Slovenia | Đội tuyển bóng đá Slovenia |
| Năm                        | Trận                       | Bàn                        |
| -------------------------- | -------------------------- | -------------------------- |
| 2006                       | 8                          | 4                          |
| 2007                       | 9                          | 1                          |
| 2008                       | 9                          | 6                          |
| 2009                       | 10                         | 2                          |
| 2010                       | 11                         | 5                          |
| 2011                       | 7                          | 1                          |
| 2012                       | 0                          | 0                          |
| 2013                       | 7                          | 6                          |
| 2014                       | 3                          | 3                          |
| 2015                       | 5                          | 3                          |
| 2016                       | 7                          | 0                          |
| 2017                       | 2                          | 2                          |
| Tổng cộng                  | 80                         | 32                         |